# کلاوس یاکوب
کلاوس یاکوب (آلمانی: Klaus Jacob; ۲۰ آوریل ۱۹۴۳) قایقران روئینگ اهل آلمان شرقی بود.
وی در مسابقات کشوری و بین‌المللی در مجموع برندهٔ ۱ مدال نقره شده‌است.